# Лариса Готфська (Свята Лариса)
Свята Мучениця Лариса жила в Готфрії (місцевість в нинішньому Криму), у третій чверті IV століття, за царювання імператора Граціана, в часи переслідувань християн.
У Готфрії правив цар Юнгер, який переслідував християн і руйнував храми. Одного разу він наказав замкнути і підпалити храм під час богослужіння. У пожежі загинуло 308 осіб, з яких відомі імена 21 мученика, в тому числі і мучениці Лариси. Вдова іншого Готфського короля Алла з дочкою Дуклідою зібрала останки мучеників і перевезла їх до Сирії, звідки повернулася на батьківщину, де через деякий час була побита каменями і мученицьки померла з сином Агафоном. Мощі мучеників залишалися у Дукліди, яка прийшла в Кизик (Крим) і передала частину мощей на освячення храму.
Про Ларису в історії майже не збереглося відомостей. Припускають, що вона померла незайманою, тому часто на іконах зображують її зі спадаючими з-під плата волоссям. Православні віруючі приносять їй молитви про воцерковлення ближніх, про зміцнення у вірі під час перебування в подорожі, пості і чернецтві.
Шанують Ларису 8 квітня.